# Primošten
Primošten [ˈprimɔʃtɛn] (dt. veraltet: Groß Kap-Zesto, ital.: Capocesto) ist eine Gemeinde in Kroatien.

## Lage und Einwohner
Primošten liegt in Mitteldalmatien etwa 60 Kilometer nördlich von Split und etwa 30 Kilometer südlich von Šibenik an der Adria-Küste. Die Gemeinde besteht aus sechs Ortschaften und Weilern und hat 2828 Einwohner (2011), von denen 1631 im Hauptort Primošten leben.

## Wirtschaft
Das ehemalige Fischerdorf mit seiner auf einer Halbinsel gelegenen Altstadt (Raduča) ist heute ein beliebtes Touristen- und Ferienziel in Dalmatien. Primošten ist seit 1960 touristisch erschlossen.
Die Einwohner leben überwiegend vom Tourismus, Fischfang und vom Wein- und Olivenanbau. Bekannt in der Region ist der Rotwein Babić.

## Geschichte
Primošten war ursprünglich eine kleine Insel in unmittelbarer Nähe zum Festland. Zunächst war der Ort mit dem Festland durch eine mobile Brücke verbunden, später wurde die Brücke durch einen Deich ersetzt. Daher bekam der Ort im Jahr 1564 den heutigen Namen nach dem Verb primostiti, was „überbrücken“ bedeutet. Am höchsten Punkt der Halbinsel befindet sich die im 15. Jahrhundert errichtete Pfarrkirche Sv. Juraj (St. Georg). Umgeben wird der Ort von der im 17. Jahrhundert erbauten Stadtmauer.
Seeleute nannten den Ort oft „das trockene Kap“ wegen der langen Dürreperioden, die hier vorherrschen.

## Kultur
Im Sommer finden die Primoštenske užance statt.

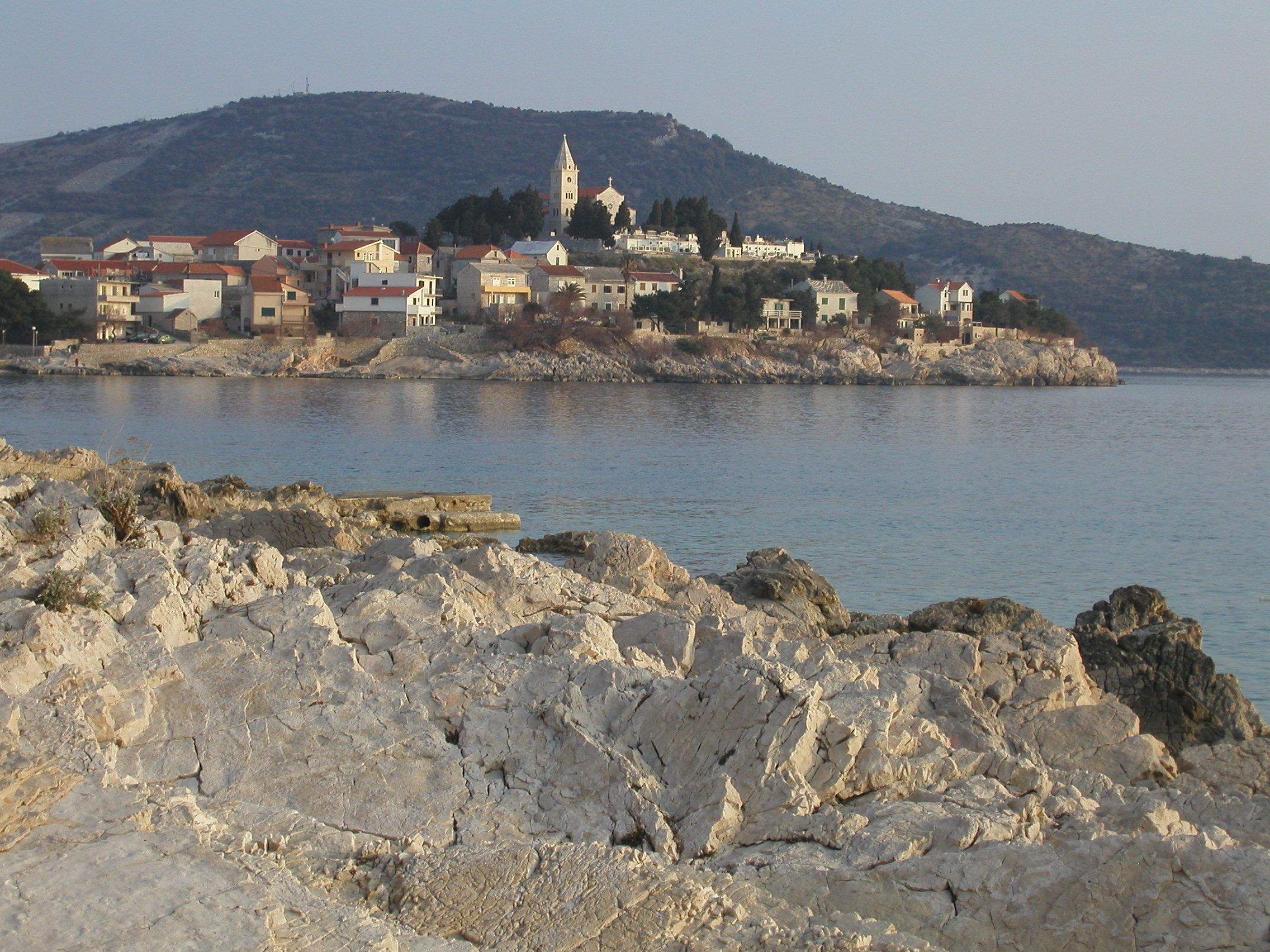
Primošten, Blick nach Süden
Primošten, am Hafen
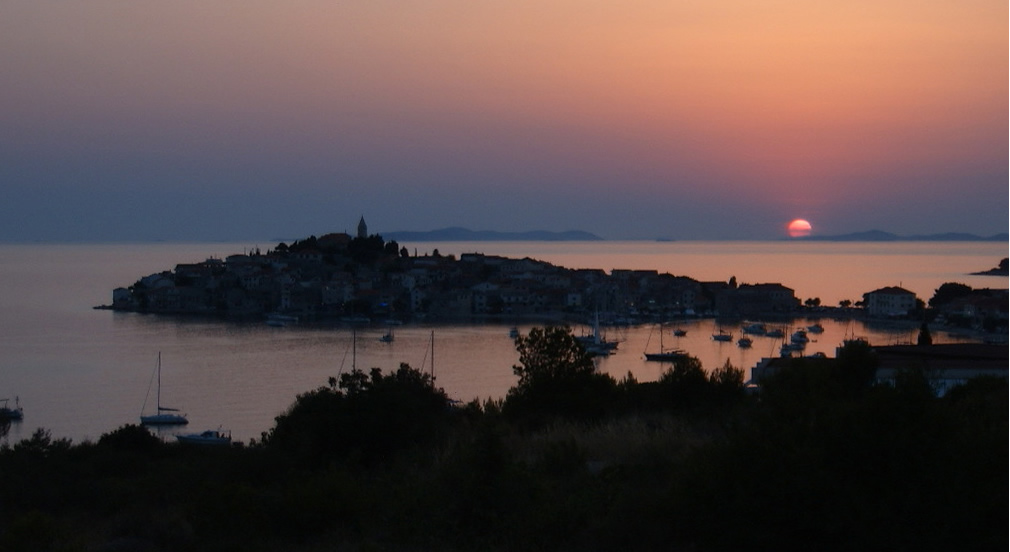
Sonnenuntergang in Primošten
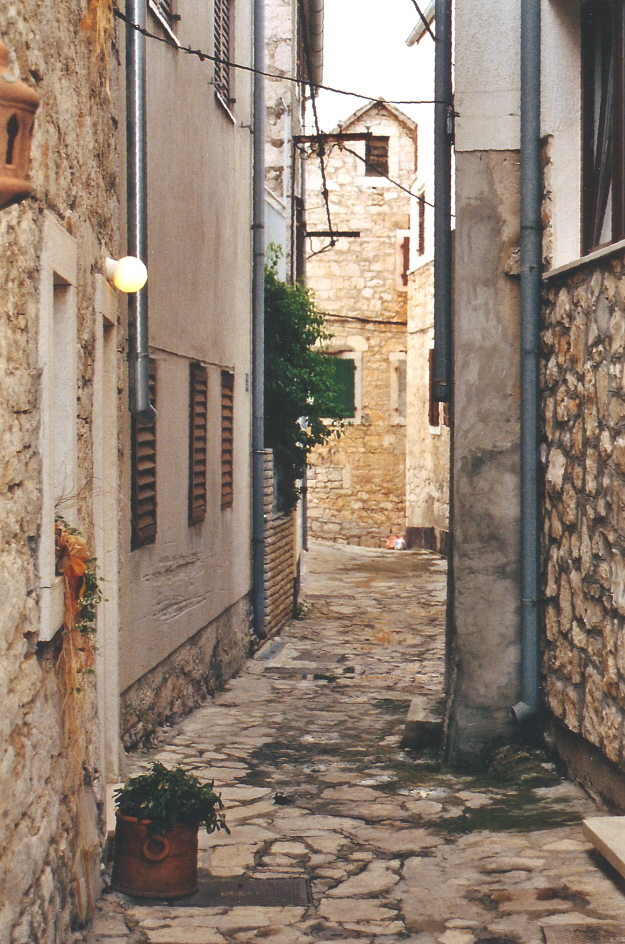
Gasse in Primošten
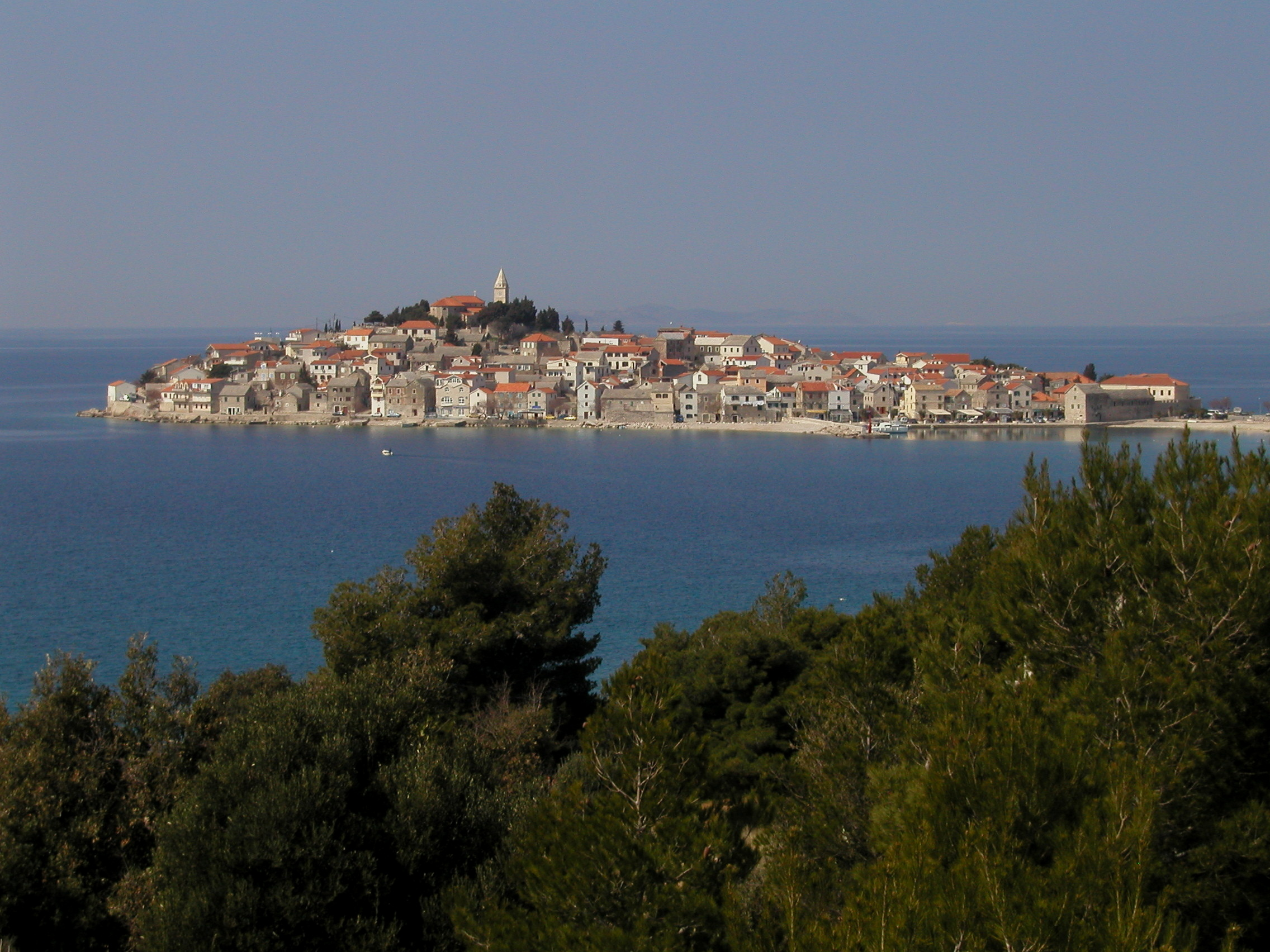
Primošten, Blick nach Norden
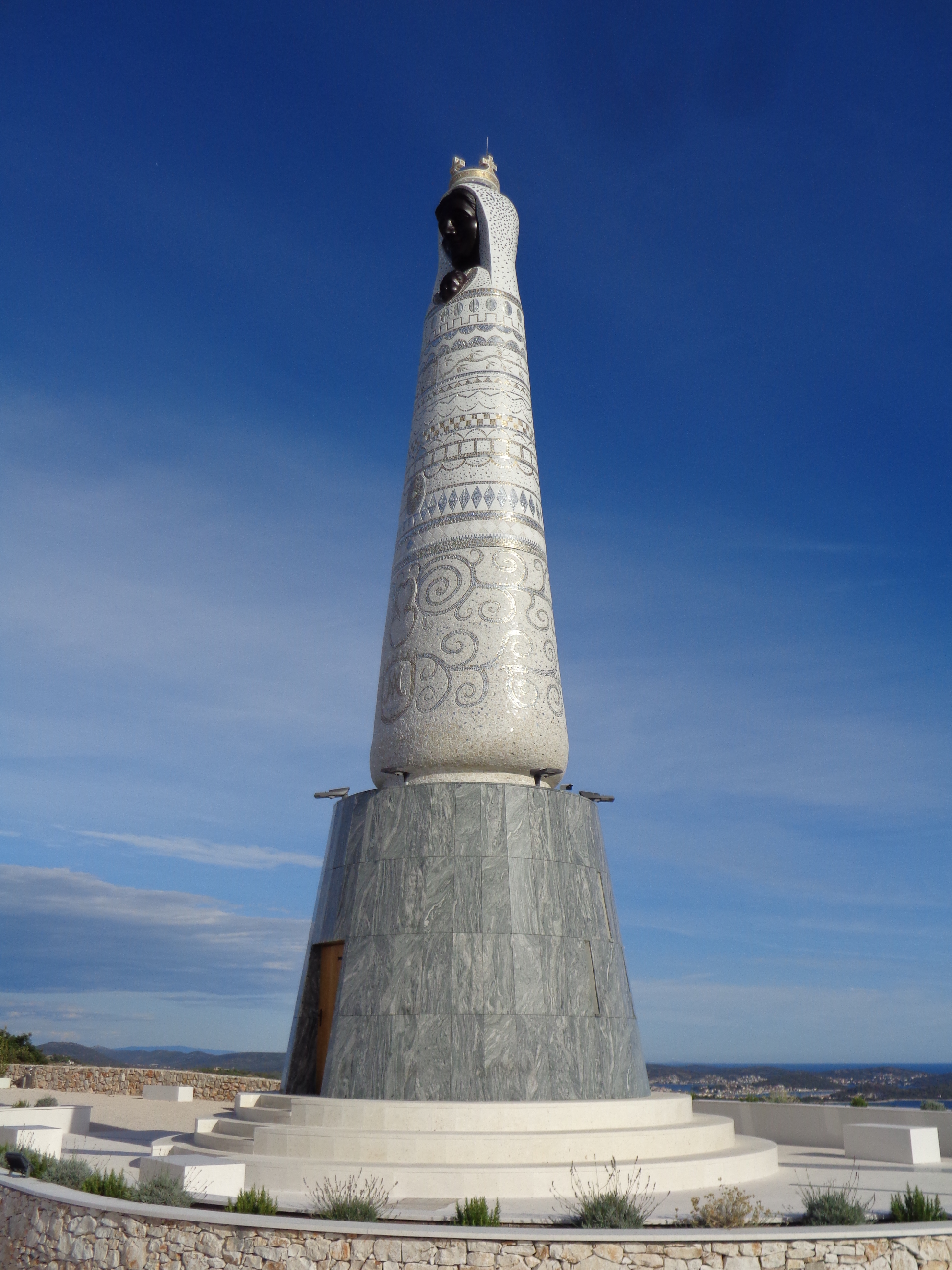
Maria von Loreto-Monument auf einem Berg bei Primošten
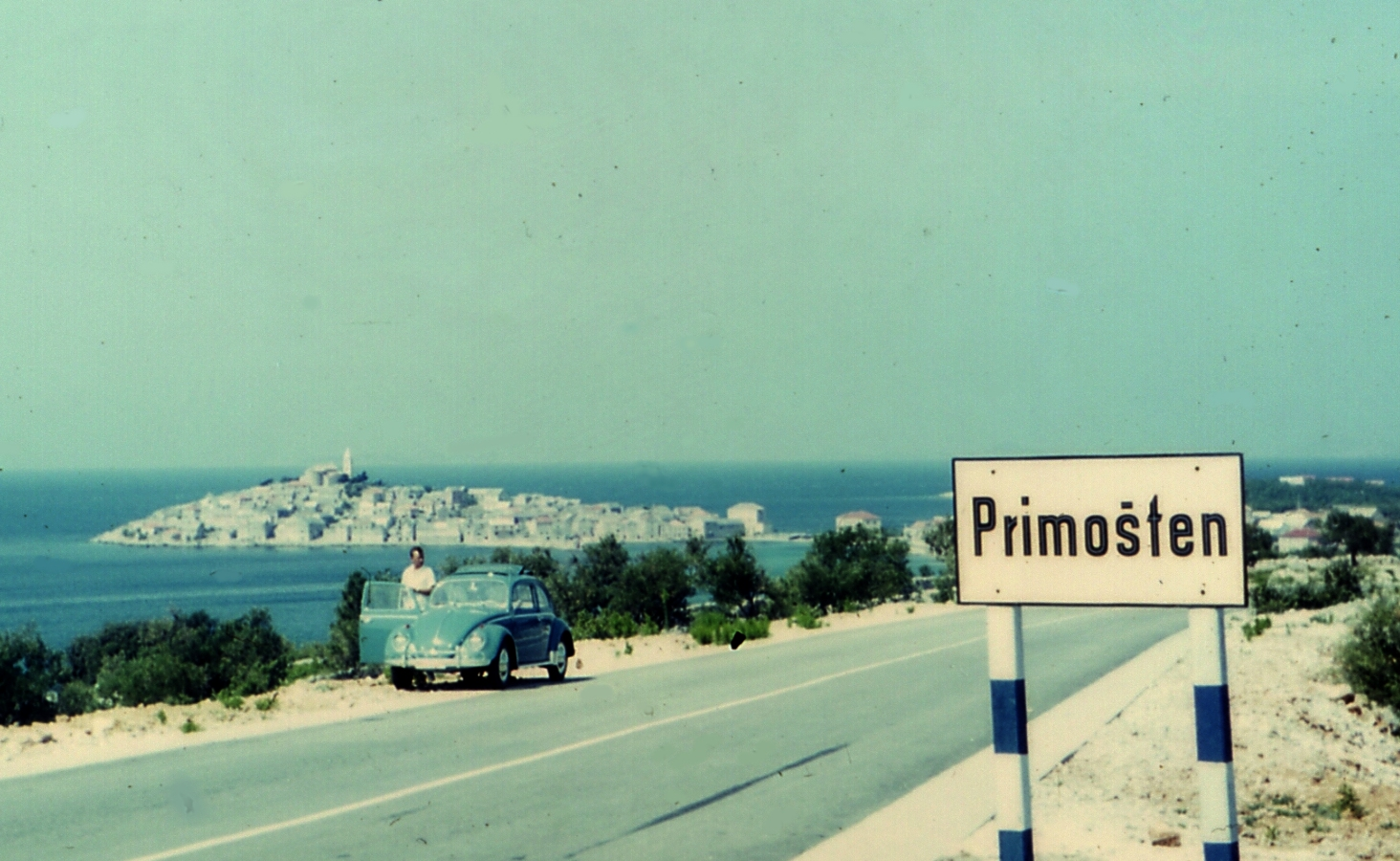
Primošten 1964